# 4 Singles
4 Singles ist eine Sketch-Comedy-Sendung, die auf RTL ausgestrahlt wurde. Die deutsche Erstausstrahlung erfolgte am 28. Februar 2009. In der Sendung geht es um vier junge Schauspieler, die die gesamte Bandbreite des Singlelebens präsentieren. Die Sendung umfasst 2 Staffeln mit 15 Folgen. Regie führte Erik Polls. Die Sendung war 2009 und 2011 in der Kategorie Beste Sketchcomedy für den Deutschen Comedypreis nominiert.

## Handlung
Die Hauptcharaktere sind Julia (Wiebke Bachmann), eine junge Anwältin, die eigentlich mit ihrem unabhängigen Leben zufrieden ist. Da sie nur reizt, was sie nicht hat, haben den Männerbekanntschaften bei ihr den Haltbarkeitswert einer reifen Banane. Ulla (Barbara Nöske) ist beruflich wie privat leicht flatterhaft. Die Tatsache, dass sie einige Pfunde zu viel hat, verdrängt sie genau so, wie die letzten Dates, die wieder mal ins Leere verliefen. Ben (Tobias van Dieken) ist schwul und sagt immer, was er denkt. Auch er ist auf der Suche nach Mister Right und solange er „den“ Richtigen nicht gefunden hat, vergnügt er sich so lange halt mit den „Falschen“. Es bleibt noch Steffen (Frank Streffing). Der Langzeit-Single gehört zur Kategorie „sympathischer Loser“, der es durch seine Tollpatschigkeit schafft, kein Fettnäpfchen auszulassen.

## Episodenliste

### Staffel 1
| Nr. Gesamt | Nr. Staffel | Episodentitel                                        | Erstausstrahlung |
| ---------- | ----------- | ---------------------------------------------------- | ---------------- |
| 1          | 1           | Orgasmus vortäuschen ist strafbar                    | 28. Feb. 2009    |
| 2          | 2           | Fisch-sucht-Fahrrad-Party                            | 7. März 2009     |
| 3          | 3           | Ach Mutti, eine Frau kann man sich halt nicht backen | 14. März 2009    |
| 4          | 4           | Singletreff im Waschsalon                            | 4. Apr. 2009     |
| 5          | 5           | Immer diese ewige Suche nach Mr. Right               | 11. Apr. 2009    |
| 6          | 6           | Partnersuche beim Ballett                            | 18. Apr. 2009    |
| 7          | 7           | In Kürze bald demnächst verheiratet!                 | 25. Apr. 2009    |
| 8          | 8           | Beim ersten Date bin ich immer so aufgeregt          | 2. Mai 2009      |
| 9          | 9           | Mutti, ich brauch keine Freundin                     | 9. Mai 2009      |

### Staffel 2
| Nr. Gesamt | Nr. Staffel | Episodentitel                              | Erstausstrahlung |
| ---------- | ----------- | ------------------------------------------ | ---------------- |
| 10         | 1           | Ein Bär auf dem Beifahrersitz              | 25. Sep. 2010    |
| 11         | 2           | Wenn ich nicht so werde wie die Konkurrenz | 2. Okt. 2010     |
| 12         | 3           | Keine Lust auf Kaffee trinken              | 9. Okt. 2010     |
| 13         | 4           | Der schräge Verkäufer                      | 23. Okt. 2010    |
| 14         | 5           | Die Anmache im Büro …                      | 30. Okt. 2010    |
| 15         | 6           | Chaos im Fitness-Center …                  | 6. Nov. 2010     |
| 16         | 8           | Folge 16                                   | 4. Dez. 2010     |
| 17         | 9           | Folge 17                                   | 18. Dez. 2010    |